# Erich Riecke

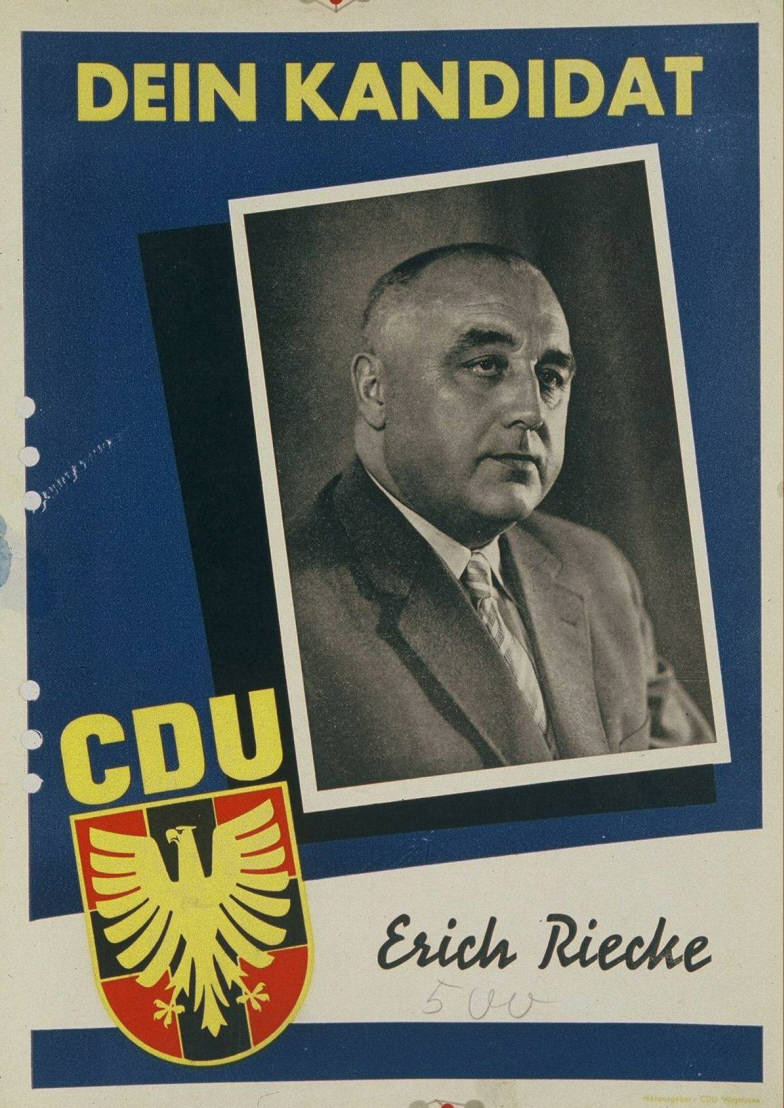
Erich Riecke auf einem Wahlplakat zur Bundestagswahl 1957

Erich Riecke (* 15. Juli 1906 in Dortmund; † 29. Oktober 1992) war ein Politiker der CDU.

## Leben
Riecke war von 1948 bis 1975 Mitglied des Rates der Stadt Dortmund. 
1964 erfolgte seine Wahl zum stellvertretenden Oberbürgermeister. Für sein engagiertes Wirken wurden ihm der Ehrenring und die Stadtplakette der Stadt Dortmund verliehen, weiterhin wurde er durch die Ehrenbezeichnung "Altbürgermeister" gewürdigt. Außerdem verlieh der Bundespräsident Karl Carstens Erich Riecke zu dessen 75. Geburtstag das Bundesverdienstkreuz Erster Klasse.
Im Landschaftsverband Westfalen-Lippe und in überregionalen Fachausschüssen arbeitete er an der Gestaltung des westfälischen Landesteiles mit, was sich u. a. für den Denkmalschutz in Aplerbeck niederschlug. Über den Landeskonservator erwirkte er, dass Mittel für die Renovierung der Georgskirche in Aplerbeck zur Verfügung gestellt wurden.  
Weiterhin engagierte er sich für die evangelische Kirche in Dortmund und Westfalen. Von 1936 bis 1976 war Erich Riecke Presbyter und viele Jahre auch Kirchmeister in der evangelischen Kirchengemeinde Schüren.
Außerdem war Erich Riecke ehrenamtlicher Richter am Oberverwaltungsgericht Münster.
Von 1960 bis 1972 war er Mitglied der Kreissynode des Kirchenkreises Dortmund-Süd; und von 1948 bis 1968 Mitglied der Landessynode der evangelischen Kirche von Westfalen. Das Gemeindeamt in Aplerbeck hat er seit 1930 geleitet; die Gemeinde gehörte während des Nationalsozialismus zur Bekennenden Kirche. Wegen seiner Gegnerschaft zum Nationalsozialismus wurde Erich Riecke 1945 als Vertreter der Kirche in den Entnazifizierungsausschuss entsandt.
In seinem Lebensbereich Dortmund-Aplerbeck war er dem Sport und seinen Organisationen verbunden.
| Personendaten    | Personendaten             |
| ---------------- | ------------------------- |
| NAME             | Riecke, Erich             |
| KURZBESCHREIBUNG | deutscher Politiker (CDU) |
| GEBURTSDATUM     | 15. Juli 1906             |
| GEBURTSORT       | Dortmund                  |
| STERBEDATUM      | 29. Oktober 1992          |